# Edder Delgado
Jerry Ricardo Bengtson Bodden (Santa Rosa de Aguán, 1987. április 8. –) hondurasi válogatott labdarúgó, jelenleg a Real España játékosa. Posztját tekintve csatár.

## Külső hivatkozások
- Edder Delgado a national-football-teams.com honlapján